# آپاما (دختر اردشیر دوم)
آپما یا آپاما یا آپامه شاهدخت هخامنشی و دختر بزرگ اردشیر دوم بود؛ که با ساتراپ هلسپونت فریگیه فارناباز دوم ازدواج کرد و فرزند او آرتاباز دوم از محارم و رازدارهای اسکندر بود.